# ホーン岩礁
ホーン岩礁（ホーンがんしょう、ノルウェー語: Hornrevet, 英語: Horn Reef）とは、南大西洋上にあるノルウェー領のブーベ島の属島、ラース島の南西にある岩礁。